# Курасов, Николай Дмитриевич
Николай Дмитриевич Курасов (1885, Орёл — 15 декабря 1940, Москва) — государственный и хозяйственный деятель. Значимую часть жизни провёл на Севере.

## Биография
Член РСДРП с 1904 года. Учился в Тульском техническом училище, затем окончил Московский институт железнодорожного транспорта (МИЖТ, 1929).
Работал на нескольких сибирских железных дорогах. Участвовал в революции 1905 года. Арестован, заключён в Иркутскую тюрьму.
В Кандалакшу приехал в 1915 на строительство Мурманской железной дороги. Занялся там и нелегальной деятельностью. В 1917 году председатель Кандалакшского совета рабочих и солдатских депутатов. Был арестован англичанами, однако по требованию железнодорожных рабочих освобождён. Выслан из края. После его отъезда красных железнодорожников возглавил И. О. Лойко.
Делегат III съезда рабочих и солдатских депутатов в Петрограде.
После окончания Гражданской войны был членом правления Мурманской железной дороги, занимался хозяйственной работой в других местах СССР. Строил Московский метрополитен.
Скончался в Москве в 1940 году. Похоронен на Ваганьковском кладбище.

## Память
- В Кандалакше в честь Н. Д. Курасова названа улица.